# Olof Molander
Olof Johan Harald Molander, född 18 oktober 1892 i Helsingfors i Finland, död 26 maj 1966 i Stockholm, var en svensk regissör, manusförfattare, skådespelare och teaterchef.

## Biografi
Molander var son till författaren och teaterregissören Harald Molander och skådespelaren Lydia Wessler samt bror till regissören Gustaf Molander
Molander kom in på Dramatens elevskola 1912 och började sin karriär som skådespelare. 1918 drabbades han av en ansiktsförlamning och gick då över till att regissera och blev tillsammans med Alf Sjöberg Dramatens viktigaste regissör under 1900-talet. Han var verksam vid Dramaten från 1920-talet till i början på 1960-talet.
Under åren 1934–1938 var Molander chef för Dramaten och blev där känd för sina hårda regimetoder och sitt diktatoriska sätt att leda teatern, varför han tvingades avgå 1938. Dock kan inte hans konstnärliga storhet ifrågasättas och hans banbrytande djupa, psykologiska iscensättningar av, framför allt, Strindbergs pjäser är legendariska. Bland annat har Ingmar Bergman sett Olof Molander som sin största konstnärliga inspirationskälla som teaterregissör.
Teaterkritikern Herbert Grevenius talade kort före sin bortgång om sin vänskap med Molander:
| ” | Under min tid på Radioteatern skrev jag inte bara handböcker om stora dramaturger. Jag fick också träffa många människor, givetvis mest från teatervärlden. Olof Molander och jag var under tio år mycket goda vänner, vi träffades nästan varje dag ända tills han bad mig att dra åt häcklefjäll och vänskapen tog slut. Han tyckte att han blev underbetald av radioteatern och att obetydliga regissörer fick lika mycket som han. Att jobba för radioteatern var deras extraknäck. Då höjde jag hans honorar. Men efter ett par år fick han plötsligt för sig att jag höjde arvodet för att smickra honom. Han blev arg, och då tyckte jag att det fick vara. Han var mycket stingslig. Sedan fortsatte vi ju att träffas i arbetet, jag var tvungen att fråga honom om han ville sätta upp en viss pjäs. Han låtsades som ingenting, men det gamla förtroendet fick jag aldrig tillbaka. Ibland kom nämligen en tyrannisk sida fram hos Molander. Det var en olyckligt sammansatt människa. Men han var en stor regissör, en stor konstnär och dessutom någonting som inte de andra hade hur bra de än har varit, inte ens Alf Sjöberg. Han hade nämligen vad man skulle kunna kalla torrheten, sakligheten, den intellektuella konstruktionsförmågan. Förutom Molander har vi inte haft sådana regissörer, de har alltid varit lite fladdrande, visserligen genialiska, men alltför ofta hit och dit. Molander däremot var en konsekvent man. Han fick visserligen sina tyranniska utbrott, han var obehärskad, han var sadist, han plågade folk, också sina skådespelare, han plågade dem och plågades själv av att han inte kunde låta bli. I varje föreställning valde han ut ett offer åt sig som inte kunde stå emot honom. Han var svår. Men Ingmar Bergman beundrade honom mycket som regissör. Och han har varit läromästare så till vida att Ingmar noga har sett vad Molander har gjort. Där går en förbindelse mellan de båda stora regissörerna: det ska vara torrt om det ska vara riktigt. Sanningen är torr. | „ |

Olof Molander var även nära vän med familjen Dybeck, Isaac Grünewald, Pär Lagerkvist och Hjalmar Gullberg.
Molander är begravd på Norra begravningsplatsen utanför Stockholm.
Molander var för övrigt katolik 

## Teater

### Regi (ej komplett)
| År   | Produktion                                                      | Upphovsmän                                   | Teater                           |
| ---- | --------------------------------------------------------------- | -------------------------------------------- | -------------------------------- |
| 1919 | Köpmannen i Venedig                                             | William Shakespeare                          |                                  |
| 1920 | Danton                                                          | Romain Rolland                               |                                  |
| 1921 | Turandot                                                        | Carlo Gozzi                                  | Dramaten                         |
| 1921 | Pelikanen                                                       | August Strindberg                            | Helsingborgs stadsteater         |
| 1921 | Jokern                                                          | Harold Marsh Harwood                         | Dramaten                         |
| 1921 | George Dandin                                                   | Molière                                      |                                  |
| 1921 | Vildanden                                                       | Henrik Ibsen                                 |                                  |
| 1922 | Den leende fru Madeleine La souriante Mme Beudet                | André Obey och Denys Amiel                   | Dramaten                         |
| 1922 | Den objudne gästen L'intruse                                    | Maurice Maeterlinck                          | Dramaten                         |
| 1922 | Pension Bellevue                                                | Ernst Didring                                | Dramaten                         |
| 1922 | Som ni behagar As You Like It                                   | William Shakespeare                          | Dramaten                         |
| 1922 | Riddar Blåskäggs åttonde hustru La huitième femme de Barbe-Bleu | Alfred Savoir                                | Dramaten                         |
| 1922 | Pelikanen                                                       | August Strindberg                            | Dramaten                         |
| 1922 | Herr Sleeman kommer                                             | Hjalmar Bergman                              | Dramaten                         |
| 1922 | Ett kasperspel                                                  | Einar Rosenberg                              | Dramaten                         |
| 1922 | Storfursten Le Grand Duc                                        | Sacha Guitry                                 | Dramaten                         |
| 1923 | Schopenhauer                                                    | Mikael Lybeck                                | Dramaten                         |
| 1923 | Föräldrar                                                       | Otto Benzon                                  | Dramaten                         |
| 1923 | Värdshuset Råbocken                                             | Oliver Goldsmith                             | Dramaten                         |
| 1924 | Othello                                                         | William Shakespeare                          | Dramaten                         |
| 1924 | Höstens violiner                                                | Ilja Surgutsjov                              |                                  |
| 1925 | Kameliadamen                                                    | Alexandre Dumas d. y.                        | Dramaten                         |
| 1925 | Hassan                                                          | James Elroy Flecker                          | Dramaten                         |
| 1925 | Storstädning                                                    | Frederick Lonsdale                           | Dramaten                         |
| 1926 | Giftas                                                          | August Strindberg                            |                                  |
| 1926 | Advent                                                          | August Strindberg                            |                                  |
| 1927 | Bara en danserska                                               |                                              |                                  |
| 1927 | Peer Gynt                                                       | Henrik Ibsen                                 |                                  |
| 1927 | En midsommarnattsdröm                                           | William Shakespeare                          |                                  |
| 1927 | Ljusstaken                                                      | Alfred de Musset                             | Dramaten                         |
| 1927 | Ombord                                                          | Prins Wilhelm                                | Dramaten                         |
| 1927 | Den inbillade sjuke                                             | Molière                                      | Dramaten                         |
| 1928 | Fåglarna                                                        | Aristofanes                                  | Dramaten                         |
| 1928 | Faust                                                           | Johann Wolfgang von Goethe                   |                                  |
| 1929 | Den oemotståndlige                                              | Jean Sarment                                 | Dramaten                         |
| 1929 | Pelikanen                                                       | August Strindberg                            | Dramaten                         |
| 1929 | Siegfried                                                       | Jean Giraudoux                               | Dramaten                         |
| 1930 | Ungkarlspappan The Bachelor Father                              | Edward Childs Carpenter                      | Dramaten                         |
| 1930 | Fiesco                                                          | Friedrich von Schiller                       |                                  |
| 1931 | Elisabet av England                                             | Ferdinand Bruckner                           | Dramaten                         |
| 1931 | Macbeth                                                         | William Shakespeare                          | Dramaten                         |
| 1931 | Jag har varit en tjuv!                                          | Sigfrid Siwertz                              | Dramaten                         |
| 1931 | Pickwickklubben The Pickwick Club                               | Charles Dickens och František Langer         | Dramaten                         |
| 1932 | Cant                                                            | Kaj Munk                                     | Dramaten                         |
| 1932 | Majestät                                                        | Marika Stiernstedt                           | Dramaten                         |
| 1932 | Fröken Mademoiselle                                             | Jacques Deval                                | Dramaten                         |
| 1932 | Guds gröna ängar                                                | Marc Connelly                                | Dramaten                         |
| 1932 | Clavigo                                                         | Johann Wolfgang von Goethe                   | Dramaten                         |
| 1932 | Vi                                                              | Ludvig Nordström                             | Dramaten                         |
| 1933 | Mäster Olof                                                     | August Strindberg                            | Dramaten                         |
| 1933 | Klaga månde Elektra                                             | Eugene O'Neill                               | Dramaten                         |
| 1933 | Bäverpälsen                                                     | Gerhart Hauptmann                            |                                  |
| 1934 | Amfitryon 38                                                    | Jean Giraudoux                               | Dramaten                         |
| 1934 | Den italienska halmhatten Un chapeau de paille d'Italie         | Eugene Labiche Översättning Oscar Wieselgren | Dramaten                         |
| 1934 | Leopold, luftkonstnär                                           | Ragnar Josephson                             | Dramaten                         |
| 1935 | Ett drömspel                                                    | August Strindberg                            |                                  |
| 1935 | Maria Stuart                                                    | Friedrich von Schiller                       |                                  |
| 1936 | Spökdamen                                                       | Calderon de la Barca                         | Dramaten                         |
| 1936 | Romeo och Julia                                                 | William Shakespeare                          | Dramaten                         |
| 1936 | Till Damaskus                                                   | August Strindberg                            | Dramaten                         |
| 1937 | Dödsdansen                                                      | August Strindberg                            |                                  |
| 1938 | Julius Caesar                                                   | William Shakespeare                          | Dramaten                         |
| 1938 | Älskling, jag ger mig… Yes, My Darling Daughter                 | Mark Reed                                    | Dramaten                         |
| 1938 | Han sitter vid smältdegeln Han sidder ved smeltediglen          | Kaj Munk                                     | Vasateatern                      |
| 1939 | Älskling, jag ger mig                                           | Mark Reed                                    | turné                            |
| 1939 | Madame Sans Gêne                                                | Victorien Sardou och Émile Moreau            | Oscarsteatern                    |
| 1939 | Han sitter vid smältdegeln Han sidder ved smeltediglen          | Kaj Munk                                     | Vasateatern                      |
| 1940 | En folkfiende En folkefiende                                    | Henrik Ibsen                                 | Vasateatern                      |
| 1940 | Hyggliga människor The gentle people                            | Irwin Shaw                                   | Blancheteatern                   |
| 1941 | Nog lever farfar On Borrowed Time                               | Paul Osborn                                  | Vasateatern                      |
| 1941 | Trötte Teodor Der müde Theodor                                  | Max Neal och Max Ferner                      | Vasateatern                      |
| 1942 | Kid Jackson Le corsaire                                         | Marcel Achard Överästtning Elsa Thulin       | Vasateatern                      |
| 1942 | General von Döbeln                                              |                                              |                                  |
| 1942 | Spöksonaten                                                     | August Strindberg                            | Dramaten                         |
| 1943 | Kvinnor i fångenskap                                            |                                              |                                  |
| 1943 | Jag dräpte                                                      |                                              |                                  |
| 1944 | Till Damaskus II                                                | August Strindberg                            | Dramaten                         |
| 1944 | Kronbruden                                                      | August Strindberg                            |                                  |
| 1944 | Appassionata                                                    |                                              |                                  |
| 1945 | En idealist                                                     | Kaj Munk                                     | Dramaten                         |
| 1946 | Färjstället                                                     | Karl Ragnar Gierow                           | Dramaten                         |
| 1946 | Johansson och Vestman                                           |                                              |                                  |
| 1946 | Johansson och Vestman                                           |                                              |                                  |
| 1947 | Ett drömspel                                                    | August Strindberg                            | Malmö stadsteater                |
| 1948 | Köpmannen i Venedig                                             | William Shakespeare                          | Malmö stadsteater                |
| 1949 | Stora landsvägen                                                | August Strindberg                            | Dramaten                         |
| 1949 | En dag av tusen Anne of the Thousand Days                       | Maxwell Anderson                             | Dramaten                         |
| 1950 | Tokiga grevinnan                                                | Jean Giraudoux                               | Dramaten                         |
| 1951 | Major Barbara                                                   | George Bernard Shaw                          | Dramaten                         |
| 1951 | Konung Oidipus                                                  | Sofokles                                     | Dramaten                         |
| 1952 | Antonius och Kleopatra                                          | William Shakespeare                          |                                  |
| 1953 | Måne för olycksfödda                                            | Eugene O'Neill                               | Dramaten                         |
| 1956 | Gengångare                                                      | Henrik Ibsen                                 |                                  |
| 1957 | Ett stycke poet                                                 | Eugene O'Neill                               | Dramaten                         |
| 1960 | Till Damaskus, del I                                            | August Strindberg                            | Dramaten                         |
| 1962 | Andorra                                                         | Max Frisch                                   |                                  |
| 1962 | Spöksonaten                                                     | August Strindberg                            | Dramaten                         |
| 1963 | Becket                                                          | Jean Anouilh                                 | Dramaten                         |
| 1963 | Ett drömspel                                                    | August Strindberg                            | Norrköping-Linköping stadsteater |
| 1964 | Antigone Ἀντιγόνη                                               | Sofokles Översättning Hjalmar Gullberg       | Norrköping-Linköping stadsteater |

### Roller (ej komplett)
| År   | Roll         | Produktion                                              | Regi           | Teater         |
| ---- | ------------ | ------------------------------------------------------- | -------------- | -------------- |
| 1912 | Misargyrides | Mostellaria Plautus                                     | Oscar Lindskog | Intima teatern |
| 1915 | Rémi         | Äventyret Gaston Arman de Caillavet och Robert de Flers | Karl Hedberg   | Dramaten       |
| 1939 | Fouché       | Madame Sans Gêne Victorien Sardou och Émile Moreau      | Olof Molander  | Oscarsteatern  |
| 1941 | Herr Gräns   | Nog lever farfar Paul Osborn                            | Olof Molander  | Vasateatern    |

### Scenografi
| År   | Produktion                           | Upphovsmän         | Regi          | Teater         | Noter                              |
| ---- | ------------------------------------ | ------------------ | ------------- | -------------- | ---------------------------------- |
| 1931 | Jag har varit en tjuv!               | Sigfrid Siwertz    | Olof Molander | Dramaten       |                                    |
| 1932 | Majestät                             | Marika Stiernstedt | Olof Molander | Dramaten       |                                    |
| 1932 | Fröken                               | Jacques Deval      | Olof Molander | Dramaten       |                                    |
| 1932 | Guds gröna ängar                     | Marc Connelly      | Olof Molander | Dramaten       | Scenografi med Sven Erik Skawonius |
| 1933 | Mäster Olof                          | August Strindberg  | Olof Molander | Dramaten       |                                    |
| 1940 | Hyggliga människor The gentle people | Irwin Shaw         | Olof Molander | Blancheteatern |                                    |

## Filmografi, roller i urval
- 1922 – Thomas Graals myndling
- 1924 – 33.333
- 1939 – Gubben kommer
- 1940 – Stora famnen
- 1945 – Galgmannen
- 1945 – Vandring med månen

## Filmregi
- 1925 – Damen med kameliorna
- 1926 – Giftas
- 1927 – Bara en danserska
- 1942 – General von Döbeln
- 1943 – Kvinnor i fångenskap
- 1943 – Jag dräpte
- 1944 – Appassionata
- 1945 – Oss tjuvar emellan eller En burk ananas
- 1946 – Johansson och Vestman

## Filmmanus
- 1925 – Damen med kameliorna
- 1927 – Bara en danserska
- 1942 – General von Döbeln

## Utnämningar
- Kommendör av Kungl. Vasaorden den 15 november 1944
- 1948 – Teaterförbundets guldmedalj

- Kommendör av Kungl. Nordstjärneorden den 6 juni 1953
- Kommendör av Danska Dannebrogsorden
- Riddare 1:a klass av Finlands vita ros Orden.